# Vyšėjšaja Liha 2019
La Vyšėjšaja Liha 2019 è stata la ventinovesima edizione della massima divisione del campionato bielorusso di calcio. La stagione è iniziata il 29 marzo e si è conclusa il 1º dicembre 2019. Il campionato è stato vinto per la prima volta dalla Dinamo Brėst, che ha posto fine a una serie di 13 affermazioni consecutive del BATĖ Borisov.

## Stagione

### Novità
Dalla Vyšėjšaja Liha 2018 sono stati retrocessi in Peršaja Liha lo Smaljavičy e il Dnjapro Mahilëŭ, mentre dalla Peršaja Liha sono stati promossi in Vyšėjšaja Liha lo Slavija-Mazyr e l'Ėnerhetyk-BDU Minsk.
Il 20 marzo 2019 è stata ufficializzata la fusione tra il Luč Minsk e il Dnjapro Mahilëŭ: la nuova società ha assunto il nome di F.K. Dnjapro Mahilëŭ, acquisendo il titolo sportivo del Luč Minsk, mentre la precedente Dnjapro Mahilëŭ continua nei tornei giovanili in maniera indipendente.

### Formula
Le 16 squadre partecipanti si affrontano in un girone all'italiana con partite di andata e ritorno per un totale di 30 giornate. La squadra prima classificata è dichiarata campione di Bielorussia e viene ammessa alla UEFA Champions League 2020-2021 partendo dal primo turno di qualificazione. Le squadre classificate al secondo e terzo posto, assieme alla squadra vincitrice della coppa nazionale, vengono ammesse alla UEFA Europa League 2020-2021 partendo dal primo turno di qualificazione. Le ultime due classificate sono retrocesse in Peršaja Liha, mentre la terzultima affronta la terza classificata in Peršaja Liha in uno spareggio promozione/retrocessione.

### Avvenimenti
Il 6 agosto 2019 il Tarpeda Minsk ha comunicato alla federazione bielorussa la propria rinuncia a continuare il campionato a causa di problemi finanziari. Di conseguenza, tutte le rimanenti partite di campionato del Tarpeda Minsk vengono date vinte per 3-0 a tavolino alle squadre avversarie.

## Squadre partecipanti
| Club                | Stagione | Città         | Stadio                | Stagione precedente         |
| ------------------- | -------- | ------------- | --------------------- | --------------------------- |
| BATĖ Borisov        | dettagli | Barysaŭ       | Barysaŭ-Arėna         | Campione di Bielorussia     |
| Dinamo Brėst        |          | Brėst         | OSK Brestskiy         | 6º posto in Vyšėjšaja Liha  |
| Dinamo Minsk        |          | Minsk         | Stadio Traktar        | 3º posto in Vyšėjšaja Liha  |
| Dnjapro Mahilëŭ     |          | Mahilëŭ       | Stadio Spartak        | 13º posto in Vyšėjšaja Liha |
| Ėnerhetyk-BDU Minsk |          | Minsk         | Stadio FK Minsk       | 2º posto in Peršaja Liha    |
| Haradzeja           |          | Haradzeja     | Stadio Haradzeja      | 9º posto in Vyšėjšaja Liha  |
| Homel'              |          | Homel'        | Stadio Central'ny     | 12º posto in Vyšėjšaja Liha |
| Islač               |          | Raën di Minsk | Stadio FK Minsk       | 10º posto in Vyšėjšaja Liha |
| Minsk               |          | Minsk         | Stadio FK Minsk       | 11º posto in Vyšėjšaja Liha |
| Nëman               |          | Hrodna        | Stadio Nëman          | 7º posto in Vyšėjšaja Liha  |
| Šachcër Salihorsk   |          | Salihorsk     | Stadio Stroitel       | 2º posto in Vyšėjšaja Liha  |
| Slavija-Mazyr       |          | Mazyr         | Stadio Junatsva       | 1º posto in Peršaja Liha    |
| Sluck               |          | Sluck         | Stadio Haradzki       | 8º posto in Vyšėjšaja Liha  |
| Tarpeda-BelAZ       |          | Žodzina       | Stadio Torpedo        | 5º posto in Vyšėjšaja Liha  |
| Tarpeda Minsk       |          | Minsk         | Stadio SOK Olimpiysky | 14º posto in Vyšėjšaja Liha |
| Vicebsk             |          | Vicebsk       | Vitebsky CSK          | 4º posto in Vyšėjšaja Liha  |

## Classifica finale
|  | Pos. | Squadra             | Pt | G  | V  | N | P  | GF | GS | DR  |
|  | ---- | ------------------- | -- | -- | -- | - | -- | -- | -- | --- |
|  | 1.   | Dinamo Brėst        | 75 | 30 | 23 | 6 | 1  | 70 | 22 | +48 |
|  | 2.   | BATĖ Borisov        | 70 | 30 | 22 | 4 | 4  | 61 | 21 | +40 |
|  | 3.   | Šachcër Salihorsk   | 65 | 30 | 20 | 5 | 5  | 59 | 21 | +38 |
|  | 4.   | Dinamo Minsk        | 50 | 30 | 15 | 5 | 10 | 43 | 39 | +4  |
|  | 5.   | Islač               | 47 | 30 | 13 | 8 | 9  | 42 | 36 | +6  |
|  | 6.   | Tarpeda-BelAZ       | 45 | 30 | 13 | 6 | 11 | 41 | 36 | +5  |
|  | 7.   | Haradzeja           | 44 | 30 | 12 | 8 | 10 | 31 | 29 | +2  |
|  | 8.   | Slavija-Mazyr       | 37 | 30 | 10 | 7 | 13 | 35 | 40 | -5  |
|  | 9.   | Nëman               | 36 | 30 | 10 | 6 | 14 | 28 | 37 | -9  |
|  | 10.  | Minsk               | 36 | 30 | 9  | 9 | 12 | 36 | 44 | -8  |
|  | 11.  | Sluck               | 34 | 30 | 9  | 7 | 14 | 29 | 46 | -17 |
|  | 12.  | Ėnerhetyk-BDU Minsk | 33 | 30 | 8  | 9 | 13 | 52 | 66 | -14 |
|  | 13.  | Vicebsk             | 31 | 30 | 8  | 7 | 15 | 24 | 39 | -15 |
|  | 14.  | Dnjapro Mahilëŭ     | 30 | 30 | 8  | 6 | 16 | 32 | 42 | -10 |
|  | 15.  | Homel'              | 29 | 30 | 7  | 8 | 15 | 44 | 50 | -6  |
|  | 16.  | Tarpeda Minsk       | 6  | 30 | 1  | 3 | 26 | 4  | 63 | -59 |

Legenda:
      Campione di Bielorussia e ammessa alla UEFA Champions League 2020-2021.
      Ammesse alla UEFA Europa League 2020-2021.
 Ammessa allo spareggio promozione-retrocessione.
      Retrocessa in Peršaja Liha 2020.
Note:
Tre punti a vittoria, uno a pareggio, zero a sconfitta.
La classifica viene stilata secondo i seguenti criteri:
- Punti conquistati
- Partite vinte
- Punti conquistati negli scontri diretti
- Partite vinte negli scontri diretti
- Differenza reti negli scontri diretti
- Reti realizzate negli scontri diretti
- Differenza reti generale
- Reti totali realizzate
- Sorteggio

## Risultati
|                     | BAT  | DiB  | DiM  | Dnj  | Ėne  | Har  | Hom  | Isl  | Min  | Nem  | Šac  | Sla  | Slu  | Tor  | TMi  | Vic  |
| ------------------- | ---- | ---- | ---- | ---- | ---- | ---- | ---- | ---- | ---- | ---- | ---- | ---- | ---- | ---- | ---- | ---- |
| BATĖ Borisov        | –––– | 0-1  | 3-0  | 2-0  | 4-1  | 2-1  | 1-1  | 2-4  | 1-0  | 1-0  | 3-1  | 4-0  | 3-0  | 4-1  | 1-0  | 3-0  |
| Dinamo Brest        | 1-1  | –––– | 1-2  | 3-1  | 6-2  | 4-0  | 3-0  | 5-1  | 3-0  | 6-1  | 1-1  | 0-0  | 3-2  | 4-1  | 3-0  | 1-0  |
| Dinamo Minsk        | 1-2  | 1-3  | –––– | 3-0  | 6-1  | 1-0  | 3-1  | 1-0  | 3-2  | 0-1  | 1-1  | 1-0  | 2-1  | 0-3  | 3-0  | 0-2  |
| Dnjapro Mahilëŭ     | 0-1  | 0-1  | 0-2  | –––– | 3-4  | 0-0  | 1-1  | 3-0  | 1-0  | 0-3  | 2-0  | 1-2  | 2-0  | 2-1  | 3-0  | 2-0  |
| Ėnerhetyk-BDU Minsk | 0-4  | 1-1  | 3-3  | 5-3  | –––– | 0-0  | 1-1  | 1-2  | 3-3  | 2-4  | 1-2  | 1-2  | 0-1  | 2-1  | 2-1  | 2-0  |
| Haradzeja           | 1-0  | 1-3  | 3-1  | 3-2  | 1-0  | –––– | 2-3  | 1-2  | 1-2  | 1-0  | 0-0  | 1-0  | 1-0  | 0-3  | 0-0  | 1-1  |
| Homel'              | 0-2  | 1-2  | 0-1  | 0-0  | 3-0  | 0-0  | –––– | 2-2  | 1-0  | 2-3  | 0-1  | 2-2  | 3-4  | 2-3  | 3-0  | 1-2  |
| Islač               | 0-0  | 1-1  | 1-1  | 1-1  | 2-1  | 2-0  | 3-1  | –––– | 1-1  | 1-0  | 0-1  | 2-1  | 0-1  | 1-0  | 3-0  | 3-0  |
| Minsk               | 3-2  | 1-2  | 0-0  | 0-0  | 1-6  | 0-3  | 3-2  | 3-3  | –––– | 2-1  | 1-0  | 1-0  | 1-0  | 2-0  | 3-0  | 0-0  |
| Nëman               | 0-1  | 0-1  | 0-1  | 1-0  | 1-1  | 1-3  | 1-1  | 1-1  | 1-0  | –––– | 0-3  | 0-1  | 0-0  | 0-0  | 3-0  | 1-0  |
| Šachcër Salihorsk   | 2-2  | 0-0  | 3-0  | 3-1  | 3-4  | 1-0  | 3-1  | 1-0  | 3-2  | 6-0  | –––– | 5-1  | 1-0  | 3-0  | 1-0  | 4-0  |
| Slavija-Mazyr       | 1-2  | 2-4  | 1-1  | 1-0  | 2-2  | 0-1  | 3-2  | 2-0  | 4-3  | 0-1  | 0-1  | –––– | 1-1  | 1-2  | 2-0  | 0-1  |
| Sluck               | 0-3  | 1-3  | 2-1  | 2-2  | 0-0  | 0-0  | 0-6  | 1-3  | 1-0  | 2-1  | 0-5  | 0-0  | –––– | 1-2  | 1-0  | 3-0  |
| Tarpeda-BelAZ       | 1-2  | 1-2  | 4-0  | 1-0  | 3-3  | 1-1  | 2-0  | 1-3  | 1-1  | 1-0  | 0-1  | 1-1  | 1-0  | –––– | 2-0  | 1-0  |
| Tarpeda Minsk       | 0-3  | 0-1  | 0-1  | 0-1  | 0-3  | 0-3  | 1-2  | 1-0  | 0-0  | 0-3  | 0-3  | 0-3  | 0-3  | 0-3  | –––– | 0-3  |
| Vicebsk             | 1-2  | 0-1  | 1-3  | 2-1  | 3-0  | 0-2  | 1-2  | 2-0  | 1-1  | 0-0  | 1-0  | 0-2  | 2-2  | 0-0  | 1-1  | –––– |

## Spareggio salvezza
Allo spareggio salvezza viene ammessa la quattordicesima classificata in Vyšėjšaja Liha, il Dnjapro Mahilëŭ, e la terza classificata in Peršaja Liha, il Ruch Brest.
|                 | Risultati             |                 | Luogo e data             |
| --------------- | --------------------- | --------------- | ------------------------ |
| Ruch Brėst      | 2 - 1                 | Dnjapro Mahilëŭ | Brėst, 5 dicembre 2019   |
| Dnjapro Mahilëŭ | 2 - 1 (dts) (4-5 dtr) | Ruch Brėst      | Mahilëŭ, 8 dicembre 2019 |
|                 |                       |                 |                          |

## Statistiche

### Classifica marcatori
| Gol |  |  | Giocatore           | Squadra             |
| --- |  |  | ------------------- | ------------------- |
| 19  |  |  | Illja Škuryn        | Ėnerhetyk-BDU Minsk |
| 14  |  |  | Stanislaŭ Drahun    | BATĖ Borisov        |
| 14  |  |  | Vitalij Kvašuk      | Homel'              |
| 12  |  |  | Dzjanis Lapceŭ      | Dinamo Brest        |
| 12  |  |  | Pavel Njachajčyk    | Dinamo Brest        |
| 11  |  |  | Mikalaj Januš       | Šachcër Salihorsk   |
| 11  |  |  | Momo Yansane        | Islač               |
| 10  |  |  | Elis Bakaj          | Šachcër Salihorsk   |
| 10  |  |  | Aljaksandr Makasʹ   | Islač               |
| 10  |  |  | Maksim Skavyš       | BATĖ Borisov        |
| 10  |  |  | Ihar Stasevič       | BATĖ Borisov        |
| 10  |  |  | Oleksandr Vasyl'jev | Minsk               |
| 9   |  |  | Ruslan Bolov        | Homel'              |
| 9   |  |  | Oleksij Choblenko   | Dinamo Brest        |
| 9   |  |  | Usevalad Sadoŭcki   | Ėnerhetyk-BDU Minsk |